# Buku Mera
Buku Mera (Bucumera) ist ein osttimoresisches Dorf in der Gemeinde Liquiçá. Es liegt in den Bergen auf 1079 m Höhe über dem Meer auf dem Berg Foho Buku Mera, südöstlich vom Ort Bazartete in der Aldeia Bucumera (Suco Leorema, Verwaltungsamt Bazartete). Südlich fließt der Pahiklan, ein Quellfluss des Rio Comoro.
Das Gebiet war im September 1999, während der Unruhen nach dem Unabhängigkeitsreferendum, Schauplatz von Vergewaltigungen und Mord durch die pro-indonesischen Miliz Besi Merah Putih.